# Future House Music
Future House Music (förkortat till FHM) är ett nederländskt skivbolag och musikföretag som främst fokuserar på genren future house. Sedan 2017 har de samlat mer än 1 miljon prenumeranter på YouTube och ytterligare 500 000 på sociala medier som Facebook, Instagram och Spotify.

## Historia
Skivbolaget grundades i juli 2014 av Gino van Eijk, Zak och Aart van den Dool. Ursprungligen släppte de electro house, progressive house, deep house och tech house-musik, men de valde att fokusera endast på en ny genre som kallas för future house. Genren växte i snabb fart genom DJ:ar som Oliver Heldens och Tchami. Deras YouTubekanal startades kort efter av van Eijk och Van den Dool då de blev inspirerade av Tchamis term "Future house".
De valde att använda sin YouTubekanal som den plattform där de skulle dela denna musikgenren. Deras resonemang var att de var först ute med att starta en kanal vars enda mål var att ladda upp musik inom future house. "Nobody had claimed the name 'Future House Music' yet. We did not know, of course, that it would be that big. But of course we also worked really hard for that." Två år efter att de hade startat sin YouTubekanal bildade de ett skivbolag med samma namn där de säljer kläder och anordnar musikfestivaler.

## Artister
- Andy Bianchini[5]
- AWR[5]
- Bobby Rock[5]
- Bougenvilla[5]
- Brooks[5]
- D-Wayne[5]
- DLMT[5]
- Ellis[5]
- Higher Self[5]
- Holl & Rush[5]
- Jelle Slump[5]
- Jonas Aden[5]
- Junior J[5]
- Lenx & Denx[5]
- Maiki Vanics[5]
- Matt Nash[5]
- Merk & Kremont[5]
- Mike Williams[5]
- Mr. Belt and Wezol[5]
- RAWD[5]
- Retrovision[5]
- Robby East[5]
- Tom Budin[5]
- Mesto[5]

## Mest populära singlarna
1. Autoerotique & Max Styler - Badman (Torro Torro Remix) - 16 miljoner visningar
2. Dirty Rush & Gregor Es - Brass - 4,6 miljoner visningar
3. Jack Ü - Take Ü There (Tchami Remix) - 4,3  miljoner visningar
4. G-Eazy & Bebe Rexha - Me Myself & I (Mesto Remix) - 4,2 miljoner visningar
5. Mike Williams - Konnichiwa - 4,1 miljoner visningar